# Michelle Lujan Grisham
Michelle Lujan Grisham (hay Michelle Lynn Lujan Grisham; /ˈluːhɑːn ˈɡrɪʃəm/; sinh ngày 24 tháng 10 năm 1959), người Mỹ gốc Tây Ban Nha, là một nữ luật gia và chính trị gia người Mỹ. Bà hiện là Thống đốc thứ 32 của tiểu bang New Mexico kể từ năm 2019. Bà nguyên là Hạ nghị sĩ Hạ viện Hoa Kỳ đại diện khu vực Quốc hội số một của New Mexico từ năm 2013 đến năm 2019, Chủ tịch nhóm Hạ nghị sĩ người Mỹ gốc Tây Ban Nha; Ủy viên Hội đồng quận Bernalillo; Bộ trưởng Y tế New Mexico. Bà là ứng cử viên của Đảng Dân chủ cho chức vụ Thống đốc New Mexico vào năm 2018 và đánh bại Steve Pearce của Đảng Cộng hòa vào ngày 6 tháng 11 năm 2018, trở thành nữ Đảng viên Dân chủ đầu tiên được bầu làm Thống đốc New Mexico, cũng như người phụ nữ gốc Tây Ban Nha thuộc Đảng Dân chủ đầu tiên được bầu làm Thống đốc tiểu bang trong lịch sử Hoa Kỳ.
Michelle Lujan Grisham là Đảng Dân chủ, Tiến sĩ Luật, chính trị gia tự do. Ngoài việc thực thi các chính sách xã hội phe Dân chủ, bà còn là một người ủng hộ mạnh mẽ độc lập tự do của Israel trên chính trường quốc tế.

## Xuất thân, giáo dục và thời kỳ đầu

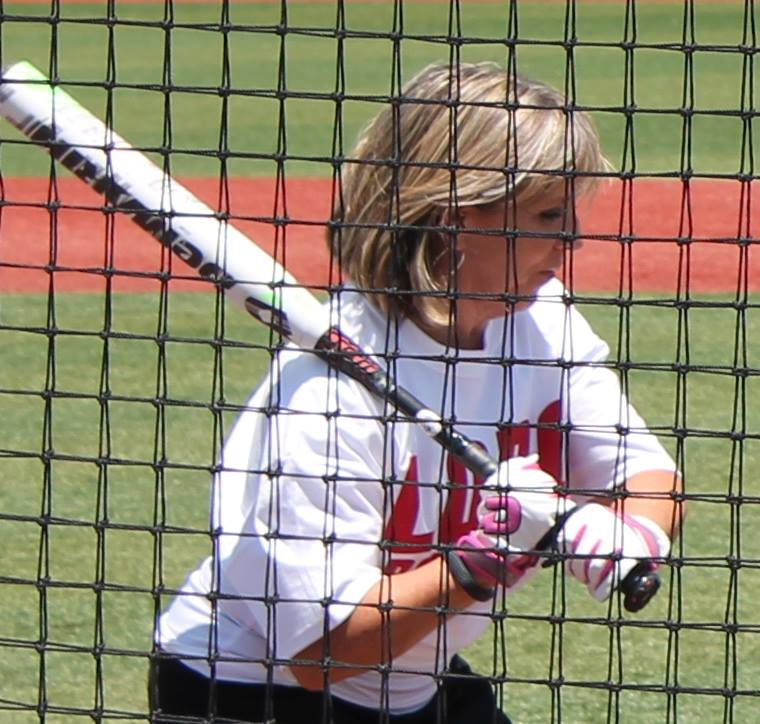
Michele Lujan Grisham chơi bóng chày 2015.

Michelle Lujan Grisham sinh ra ở thành phố Los Alamos, New Mexico, Hoa Kỳ và lớn lên ở thủ phủ Santa Fe, New Mexico, tên khai sinh là Michelle Lynn Lujan. Bố của bà là Llewellyn "Buddy" Lujan, hành nghề bác sĩ nha khoa ngoài tuổi bát tuần cho đến khi ông qua đời vào tháng 3 năm 2011. Mẹ của bà là Sonja, là một người nội trợ, em gái của bà là Kimberly, được chẩn đoán mắc bệnh u não khi mới hai tuổi và qua đời ở tuổi 21. Tổ tiên của Lujan Grisham đã sinh sống ở New Mexico trong 12 thế hệ, bà là thành viên trong gia tộc chính trị Lujan nổi tiếng ở New Mexico, nhiều người trong số họ đã phục vụ trong các vị trí được bầu và bổ nhiệm của chính phủ tiểu bang, liên bang. Michelle Lujan tốt nghiệp trường Trung học St. Michael ở Santa Fe. Năm 1977, bà theo học Đại học New Mexico ở Albuquerque, New Mexico, tốt nghiệp nhận bằng Cử nhân Nghệ thuật vào năm 1981. Sau đó, bà tiếp tục vừa học vừa làm trong Khoa Kỹ thuật trường New Mexico và là thành viên của hội nữ sinh Delta Delta Delta, là một thực tập sinh viết về kỹ thuật cho công ty Westinghouse Electric Corporation. Năm 1987, Michelle Lujan Grisham trở thành bằng Tiến sĩ Luật tại Trường Luật của Đại học New Mexico.
Sau khi hoàn thành quá trình học tập, Michelle Lujan Grisham bắt đầu làm việc trong tổ chức địa phương. Bà từng là Giám đốc Sở Dịch vụ Dài hạn và Lão hóa New Mexico dưới thời các Thống đốc Bruce King, Gary Johnson và Bill Richardson. Trong nhiệm kỳ của Bill Richardson, vị trí này đã được nâng lên cấp nội các tiểu bang. Năm 2004, ông bổ nhiệm Michelle Lujan Grisham làm Bộ trưởng Y tế New Mexico, và bà giữ chức vụ này cho đến năm 2007. Sau đó bà được bầu vào Ủy ban quận Bernalillo, phục vụ từ năm 2010 đến năm 2012.

## Hạ nghị sĩ Hoa Kỳ

### Tranh cử

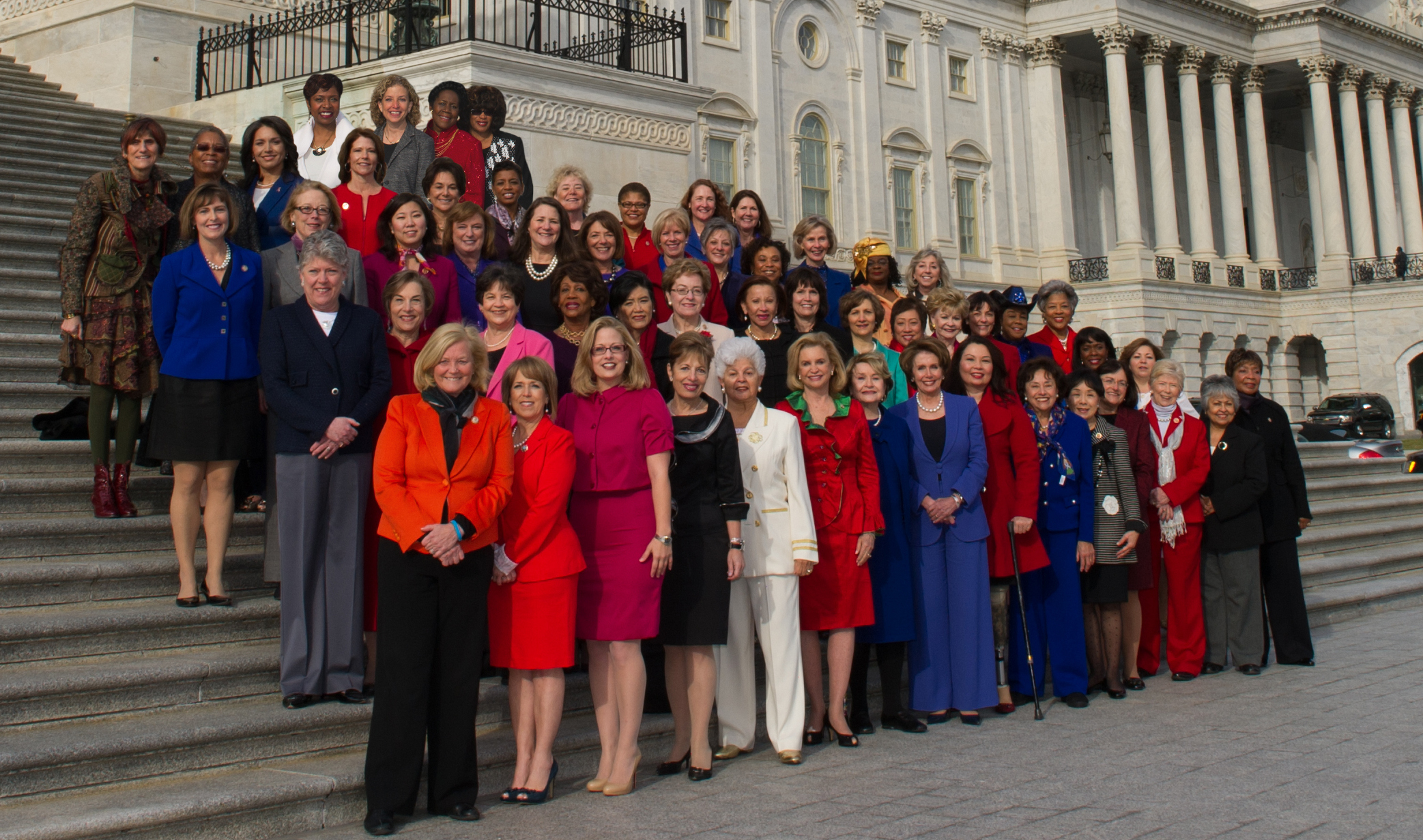
Nhóm nữ Hạ nghị sĩ phe Dân chủ năm 2013.

Michelle Lujan Grisham từ chức Bộ trưởng Y tế để tranh cử vào Hạ viện Hoa Kỳ trong cuộc bầu cử năm 2008, nhưng bà đã thất bại trong cuộc bầu cử sơ bộ của Đảng Dân chủ trước Martin Heinrich, người đã giành chiến thắng với 44% số phiếu bầu. Tổng thư ký New Mexico Rebecca Vigil-Giron đứng thứ hai với 25% và Michelle Lujan Grisham đứng thứ ba với 24%. Michelle Lujan Grisham quay trở lại tranh cử sự đề cử của Đảng Dân chủ vào Hạ viện năm 2012 sau khi Hạ nghị sĩ Martin Heinrich quyết định tranh cử vào Thượng viện Hoa Kỳ. Bà đã giành được đề cử, đánh bại Marty Chavez và Eric Griego, tiếp tục đánh bại Janice Arnold-Jones, cựu Hạ nghị sĩ Hạ viện New Mexico trong cuộc tổng tuyển cử tháng 11, với tỷ lệ 59–41%. Đến nhiệm kỳ 2014, bà đã đánh bại Mike Frese của Đảng Cộng hòa với tỷ lệ 59–41%, và giữ vững ghế trong nhiệm kỳ 2016, khi vượt qua Richard Priem của Đảng Cộng hòa, nhận được 179.380 phiếu bầu (65,1%) so với 96.061 phiếu bầu của đối thủ (34,9%).

### Nhiệm kỳ
Michelle Lujan Grisham tuyên thệ nhậm chức Hạ nghị sĩ Hạ viện Hoa Kỳ vào ngày 3 tháng 1 năm 2013. Vào năm 2016, bà là một trong chín thành viên Quốc hội đã có chuyến đi đến Baku, Azerbaijan mà sau này người ta biết được do chính phủ nước này bí mật tài trợ. Cũng trong năm 2016, bà được chọn làm Chủ tịch Congressional Hispanic Caucus, nhóm nghị sĩ Quốc hội người Mỹ gốc Latinh và Tây Ban Nha. Trong quá trình công tác ở Hạ viện, bà là thành viên của Ủy ban Nông nghiệp, Tiểu ban Nông nghiệp về Dinh dưỡng, bậc thành viên cao cấp nhất của phe thiểu số trong Tiểu ban Nông nghiệp về Công nghệ Sinh học, Trồng trọt và Nghiên cứu; thành viên Tiểu ban Người Mỹ bản địa Hoa Kỳ, Tiểu ban Các vấn đề về Phụ nữ của nhóm người Mỹ gốc Latinh và Tây Ban Nha. Michelle Lujan Grisham từ chức Hạ viện kể từ ngày 31 tháng 12 năm 2018 để đảm nhận chức Thống đốc New Mexico vào ngày hôm sau.

## Thống đốc New Mexico

### Tranh cử

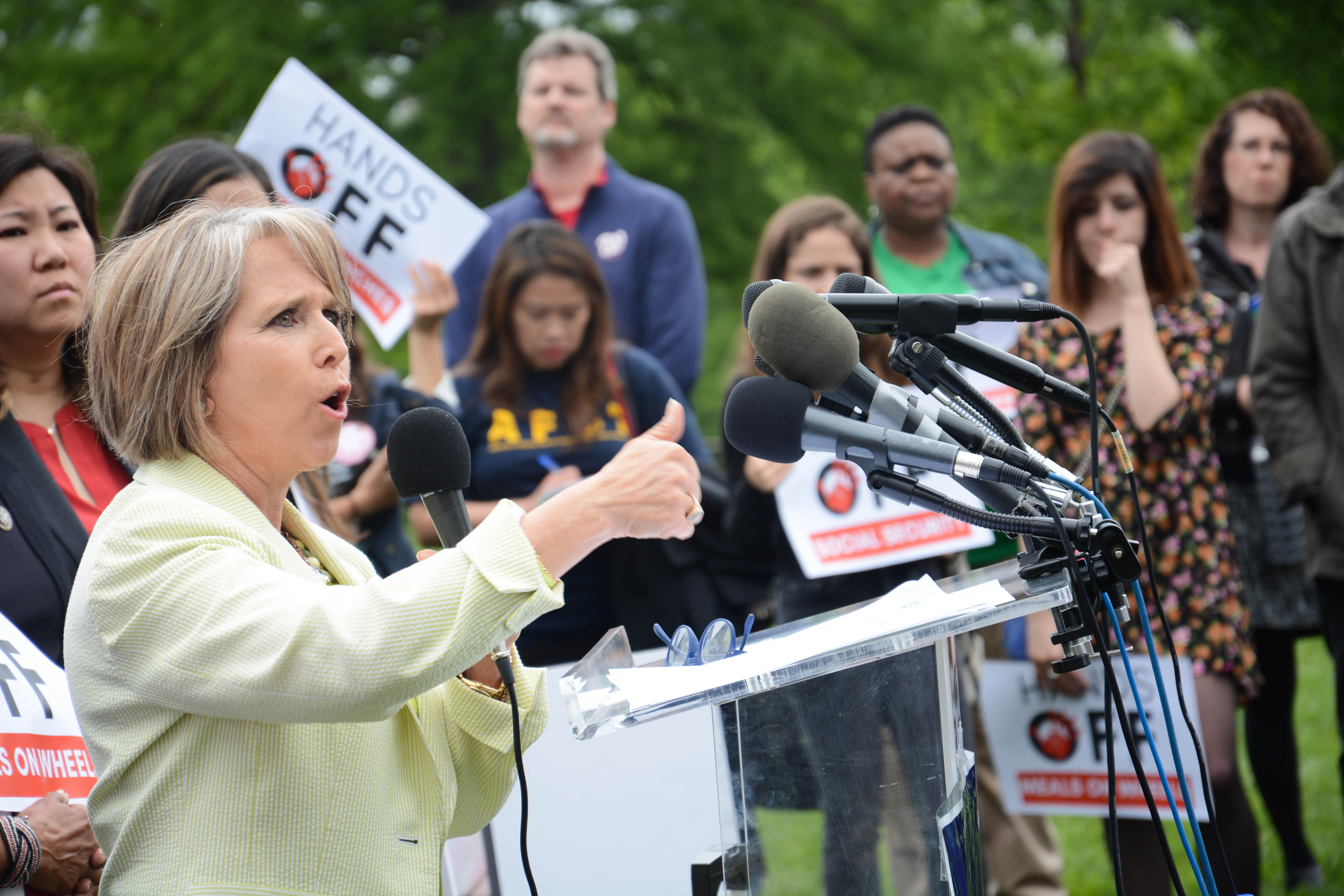
Michelle Lujan Grisham phát biểu về ngân sách năm 2017.

Vào ngày 13 tháng 12 năm 2016, một tuần sau khi Tom Udall tuyên bố sẽ không tranh cử Thống đốc New Mexico, Michelle Lujan Grisham trở thành người đầu tiên tuyên bố ứng cử để kế nhiệm Susana Martinez, người hết hạn nhiệm kỳ. Vào ngày 5 tháng 6 năm 2018, bà đã giành chiến thắng trong cuộc bầu cử sơ bộ của Đảng Dân chủ để trở thành ứng cử viên của đảng. Đến ngày 6 tháng 11, trong cuộc tổng tuyển cử New Mexico, bà đã đánh bại ứng cử viên được đề cử của Đảng Cộng hòa, Hạ nghị sĩ Hoa Kỳ Steve Pearce, với tỷ lệ 56,9–42,8% phiếu bầu.

### Nhiệm kỳ
Michelle Lujan Grisham tuyên thệ nhậm chức vào ngày 1 tháng 1 năm 2019. Vào tháng 9 năm 2019, bà đã công bố kế hoạch biến các trường đại học công lập ở New Mexico miễn học phí cho người dân tiểu bang. Vào ngày 5 tháng 9 năm 2020, bà được bổ nhiệm làm Đồng chủ tịch của Nhóm chuyển tiếp Biden-Harris, nhóm đang lên kế hoạch quá trình chuyển đổi tổng thống của Joe Biden. Vào tháng 11, Michelle Lujan Grisham là ứng cử viên cho vị trí Bộ trưởng Y tế và Dịch vụ Nhân sinh Hoa Kỳ trong Chính phủ Biden. Vào ngày 3 tháng 12 năm 2020, bà được bầu làm Chủ tịch Hiệp hội Thống đốc Dân chủ cho năm 2021, giữ chức Phó Chủ tịch vào năm 2020.

#### Nội bộ New Mexio

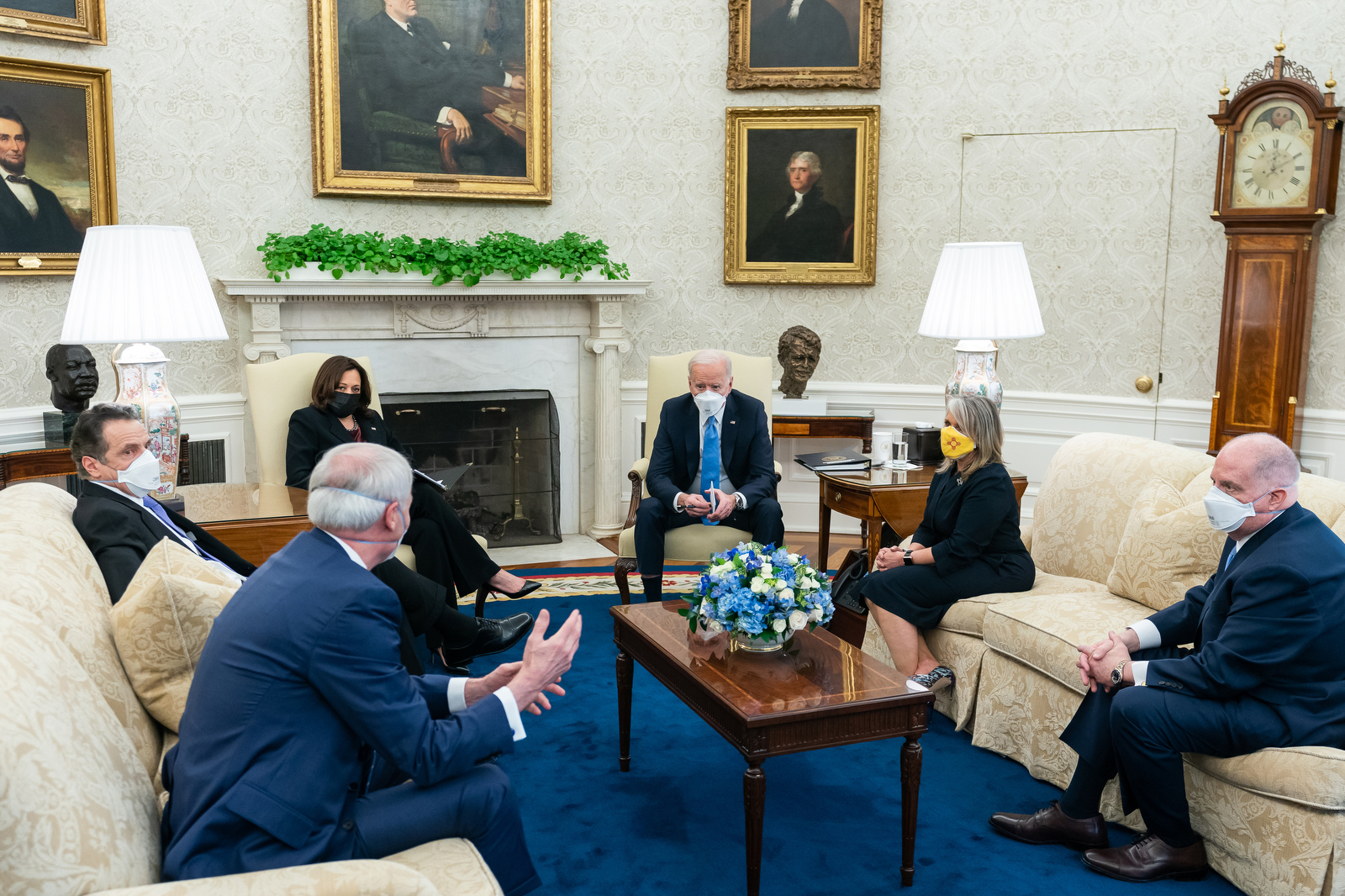
Michelle Lujan Grisham trao đổi với Tổng thống Joe Biden, Phó Tổng thống Kamala Harris năm 2021.

Về phá thai: năm 1969, Hội đồng Lập pháp New Mexico đã thông qua một đạo luật coi việc những ai cung cấp dịch vụ phá thai cho phụ nữ là trọng tội trừ khi cần thiết để cứu sống một phụ nữ, hoặc vì việc mang thai của người phụ nữ đó là kết quả của việc cưỡng hiếp hoặc loạn luân. Quyết định của Tòa án Tối cao Hoa Kỳ năm 1973 về án lệ Roe v. Wade cấm các bang quy định cấm phá thai trong ba tháng đầu; do đó, luật phá thai năm 1969 của New Mexico trở nên không thể thi hành. Trong bài phát biểu năm 2019 của mình, Michelle Lujan Grisham tuyên bố ủng hộ việc bãi bỏ luật năm 1969. Bà đã xuất bản một op-ed ủng hộ việc bãi bỏ đạo luật. Việc bãi bỏ đã được Hạ viện New Mexico thông qua; tuy nhiên thất bại tại Thượng viện bang.
Về vũ khí: bà tham gia tài trợ cho Dự luật cấm vũ khí tấn công năm 2015 HR 4269 được giới thiệu vào ngày 12 tháng 12 năm 2015. Về lao động: cùng năm 2015, bà đã đồng bảo trợ luật sẽ tăng mức lương tối thiểu lên 12 USD/giờ.

#### Vấn đề quốc tế
Về khí hậu: vào ngày 29 tháng 1 năm 2019, Michelle Lujan Grisham đã ký một lệnh hành pháp kêu gọi New Mexico gia nhập Liên minh Khí hậu Hoa Kỳ và giảm lượng phát thải khí nhà kính xuống 45% so với mức năm 2005 vào năm 2030. Sắc lệnh này cũng kêu gọi tiểu bang xây dựng các quy định toàn diện để giảm phát thải khí mê-tan từ lĩnh vực dầu khí và để các cơ quan tiểu bang làm việc với Hội đồng Lập pháp để tăng tiêu chuẩn danh mục tái tạo của tiểu bang. Vào tháng 3 năm 2019, bà đã ký Đạo luật Chuyển đổi Năng lượng của New Mexico. Đạo luật chuyển ngành điện của bang khỏi than đá và khí đốt tự nhiên, hướng tới một nền kinh tế tái tạo, yêu cầu điện của New Mexico phải được tái tạo 50% vào năm 2030 và 100% từ các nguồn không carbon vào năm 2045. Bà gọi đạo luật này là một lời hứa cho các thế hệ tương lai của người New Mexico. Về quan hệ quốc tế: Michelle Lujan Grisham là một người ủng hộ mạnh mẽ Israel. Bà lên án chỉ trích Nghị quyết 2334 của Hội đồng Bảo an Liên Hợp Quốc của Hội đồng Bảo an Liên hợp quốc đối với việc xây dựng khu định cư của Israel trên vùng lãnh thổ Palestine bị chiếm đóng.

## Lịch sử tranh cử
Tranh cử vị trí Thống đốc New Mexico của Michelle Lujan Grisham.
| Đảng          | Đảng          | Thành viên             | Phiếu bầu | %    |
| ------------- | ------------- | ---------------------- | --------- | ---- |
|               | Dân chủ       | Michelle Lujan Grisham | 116,311   | 66.4 |
|               | Dân chủ       | Jeff Apodaca           | 38,779    | 22.2 |
|               | Dân chủ       | Joe Cervantes          | 20,092    | 11.5 |
| Tổng số phiếu | Tổng số phiếu | Tổng số phiếu          | 175,182   | 100  |

| Tổng tuyển cử Thống đốc New Mexico 2018 | Tổng tuyển cử Thống đốc New Mexico 2018 | Tổng tuyển cử Thống đốc New Mexico 2018 | Tổng tuyển cử Thống đốc New Mexico 2018 | Tổng tuyển cử Thống đốc New Mexico 2018 | Tổng tuyển cử Thống đốc New Mexico 2018 |
| Đảng                                    | Đảng                                    | Ứng cử viên                             | Số phiếu                                | %                                       | ±                                       |
| --------------------------------------- | --------------------------------------- | --------------------------------------- | --------------------------------------- | --------------------------------------- | --------------------------------------- |
|                                         | Dân chủ                                 | Michelle Lujan Grisham                  | 398.368                                 | 57,20%                                  | +14,42%                                 |
|                                         | Cộng hòa                                | Steve Pearce                            | 298,091                                 | 42.80%                                  | -14.42%                                 |
| Tổng số phiếu                           | Tổng số phiếu                           | Tổng số phiếu                           | 696,459                                 | 100.00%                                 | N/A                                     |
|                                         | Dân chủ đánh bại Cộng hòa               |                                         |                                         |                                         |                                         |

## Đời tư
Năm 1982, Michelle Lujan Grisham kết hôn với Gregory Alan Grisham. Vợ chồng có hai con gái và Taylor Grisham và Erin Grisham, gia đình sống ở Santa Fe. Năm 2004, chồng của bà qua đời vì chứng phình động mạch não. Bà đã đệ đơn kiện bác sĩ của chồng mình, nhưng sau đó vụ kiện đã bị hủy bỏ.